# Welissa Gonzaga
Wélissa de Souza Gonzaga née le 9 septembre 1982 à Barbacena, est une joueuse brésilienne de volley-ball évoluant au poste de réceptionneuse-attaquante. Elle totalise 104 sélections en équipe du Brésil.

## Biographie
Avec l'équipe du Brésil de volley-ball féminin, elle est médaillée d'or olympique en 2008 à Pékin.

## Clubs
| Club                       | De        | À         |
| -------------------------- | --------- | --------- |
| Olympic Club               | 1997-1998 | 1999-2000 |
| Vasco da Gama              | 2000-2001 | 2000-2001 |
| Rio de Janeiro Volêi Clube | 2001-2002 | 2007-2008 |
| Grêmio de Vôlei Osasco     | 2008-2009 | 2010-2011 |
| Sesi-SP                    | 2011-2012 | 2012-2013 |
| MKS Dąbrowa Górnicza       | 2013-2014 | 2013-2014 |
| Praia Clube                | 2014-2015 | 2014-2015 |
| Brasília Vôlei             | 2015-2016 | 2015-2016 |
| Fluminense Football Club   | 2016-2017 | 2018-2019 |
| Vôlei Balneário Camboriú   | 2019-2020 | …         |

## Palmarès

### Équipe nationale
- Jeux Olympiques (1)
  -  2008 à Pékin.
- Championnat du monde
  - Finaliste : 2006, 2010
- Coupe du monde
  - Finaliste : 2003, 2007
- World Grand Champions Cup (1)
  - Vainqueur : 2005
  - Finaliste : 2009
- Grand Prix Mondial (4)
  - Vainqueur : 2004, 2005, 2006, 2008, 2009.
  - Finaliste : 2010, 2011.
- Championnat d'Amérique du Sud
  - Vainqueur : 2003, 2005, 2007, 2009, 2011.
- Jeux Panaméricains
  - Finaliste : 2007.
- Championnat du monde des moins de 20 ans
  - Vainqueur : 2001.

### Clubs
- Championnat sud-américain des clubs
  - Vainqueur : 2009, 2010.
- Championnat du Brésil (3)
  - Vainqueur : 2006, 2007, 2008
  - Finaliste : 2005.
- Coupe du Brésil
  - Vainqueur : 2007, 2008.
- Supercoupe de Pologne
  - Vainqueur : 2013.

### Distinctions individuelles
- Championnat d'Amérique du Sud de volley-ball féminin 2005: Meilleure serveuse.
- World Grand Champions Cup féminine 2005:Meilleure serveuse.
- Championnat sud-américain des clubs de volley-ball féminin 2009: Meilleure réceptionneuse.
- Championnat sud-américain des clubs de volley-ball féminin 2010: Meilleure serveuse.